# Sejm Polskiej Rzeczypospolitej Ludowej I kadencji
Sejm PRL I kadencji – Sejm PRL wybrany w wyborach z 26 października 1952. Okres trwania pełnomocnictw Sejmu trwał od 20 listopada 1952 do 20 listopada 1956.
Do Sejmu wybrano 425 posłów, w tym 74 kobiety (stanowiły 17,41% wszystkich posłów). Tylko 26 posłów zasiadało w poprzednim parlamencie.

## Marszałek Sejmu
- Jan Dembowski – bezpartyjny

## Wicemarszałkowie Sejmu
- Stanisław Kulczyński – Stronnictwo Demokratyczne
- Franciszek Mazur – Polska Zjednoczona Partia Robotnicza
- Józef Ozga-Michalski – Zjednoczone Stronnictwo Ludowe

## Skład polityczny Sejmu na początku kadencji
- PZPR – 273 posłów (64,2% wszystkich)
- ZSL – 90 posłów (21,2%)
- SD – 25 posłów (5,9%)
- bezpartyjni – 37 posłów (8,7%)

## Posłowie według wieku
- do 25 lat – 7 (1,65% wszystkich)
- od 25 do 30 lat – 25 (5,88%)
- od 31 do 40 lat – 112 (26,35%)
- od 41 do 50 lat – 168 (39,53%)
- od 51 do 60 lat – 84 (19,77%)
- od 61 lat wzwyż – 29 (6,82%)

## Posłowie według wykształcenia
- wyższe – 136 (32% wszystkich)
- niepełne wyższe – 12 (2,82%)
- średnie – 81 (19,06%)
- niepełne średnie – 27 (6,35%)
- podstawowe – 169 (39,77%)